# Fluviocingula golikovi
Fluviocingula golikovi is een slakkensoort uit de familie van de Iravadiidae. De wetenschappelijke naam van de soort is voor het eerst geldig gepubliceerd in 1989 door Starobogatov, Sitnikova & Zatrawkin.